# 查克·珀森
查克·珀森（英語：Chuck Person，1964年6月27日—）是美国NBA联盟前职业篮球运动员。